# دانیل بیک
دانیل بیک (انگلیسی: Daniel Beak; ۲۷ ژانویهٔ ۱۸۹۱ – ۳ مهٔ ۱۹۶۷) فرد نظامی اهل بریتانیا بود. وی همچنین برندهٔ جوایزی همچون صلیب نظامی و صلیب ویکتوریا شده‌است.